# 小行星3064
小行星3064（3064 Zimmer）是一颗围绕太阳公转的小行星。1984年1月28日，愛德華·鮑威爾在可可尼诺县发现了此天体。
該小行星以比利時業餘天文學家路易斯·齊默命名。
这颗小行星的绝对星等为5.58269等。